# 野尻武敏
野尻 武敏（のじり たけとし、1924年10月16日 - 2018年10月29日）は、日本の経済学者、神戸大学・大阪学院大学名誉教授。専門分野は経済政策論、比較経済体制論。

## 経歴
1924年、大分県生まれ。1949年に神戸経済大学（現神戸大学）を卒業。大学では、五百籏頭眞治郎に師事した。
1950年に神戸大学経済学部助手として採用される。1952年に講師、1954年に助教授、1964年に教授昇進。1966年に学位論文『一般経済政策論の動向と基本問題』を神戸大学に提出して経済学博士号を取得。1988年に神戸大学を定年退官し、名誉教授となった。その後は大阪学院大学経済学部教授として教鞭をとった。96-98年経済社会学会会長。2002年に大阪学院大学を退任し、名誉教授となった。学外では、ひょうご震災記念21世紀研究機構顧問、生活協同組合コープこうべ協同学苑学苑長を務めた。

## 受賞・栄典
- オーストリア学芸功労第一級十字章を受勲(Austrian Decoration for Science and Art)。

## 研究内容・業績
専門分野は経済政策論、比較経済体制論。日本社会の問題にも関心を寄せ、持続的な社会や高齢化問題についても取り上げている。

## 著作

### 著書
- 『一般経済政策論 経済政策論の動向と基本問題』神戸経済学双書 1965
- 『経済政策原理』晃洋書房 1973
- 『人間と社会』ドン・ボスコ社 1973
- 『経済体制の接近? 体制収斂論争をめぐって』晃洋書房 1975
- 『日本経済論 高度経済成長とその転換』晃洋書房 1975
- 『選択の時代 多元化社会と経済体制』新評論 1980
- 『人間社会の基礎』晃洋書房 1983
- 『転機にたつ生協と生協運動』灘神戸生活協同組合 1989
- 『長寿社会を生きる 美しく老いるために』晃洋書房 長寿社会双書 1991
- 『21世紀と生活協同組合』晃洋書房 1997
- 『第三の道 経済社会体制の方位』晃洋書房 1997
- 『福祉国家から福祉社会へ』コープこうべ・生協研究機構 協同組合研究双書 1998
- 『転換期の政治経済倫理序説 経済社会と自然法』ミネルヴァ書房 Minerva人文・社会科学叢書 2006
- 『虹の朝 生協20年の思い』神戸新聞総合出版センター 2007
- 『経済社会思想史の地平』晃洋書房 2011
- 『蝉しぐれ 大正生まれの一つの軌跡』晃洋書房 2012

### 共著編著
- 『現代の経済体制思想』編著 新評論 1976
- 『ソ連・東欧の経済 計画と市場』五井一雄共編著 中央大学出版部 1981
- 『転換期の経済政策』共編著 中央経済社 1984
- 『ひとつのドラマの終り 共産主義の倒壊』福田敏浩,丹羽春喜,嵐田万寿夫共著 晃洋書房 善隣シリーズ 1991
- 『現代社会とボランティア』ハンス・H. ミュンクナー,鳥越皓之,山崎正和,田村正勝, 兵庫県共著 ミネルヴァ書房 2001
- 『この国の明日を憂う 「本当の危機」とは何を指すか』中西輝政,大越俊夫共著 ごま書房 2003
- 『いのちを問う その重さと大切さ』21世紀ヒューマンケア研究機構監修 加地伸行,村上和雄,高木慶子共著 ミネルヴァ書房 ヒューマンケア双書 2005

### 翻訳
- J.コスタ『現代の社会主義 理論と現実』監訳 新評論 現代社会科学叢書　1978
- アルトゥール・ウッツ『第三の道の哲学 新自由主義と新マルクス主義の間』新評論 1978
- テオドール・ピュッツ『現代経済政策論の基礎』丸谷泠史共訳 新評論 1983
- エドゥアルト・ハイマン『近代の運命』足立正樹共訳 新評論 1987

監修
- 賀川豊彦『友愛の政治経済学』加山久夫,石部公男訳 監修 日本生活協同組合連合会出版部 2009

## 論文
- 野尻武敏